# Illes Wake

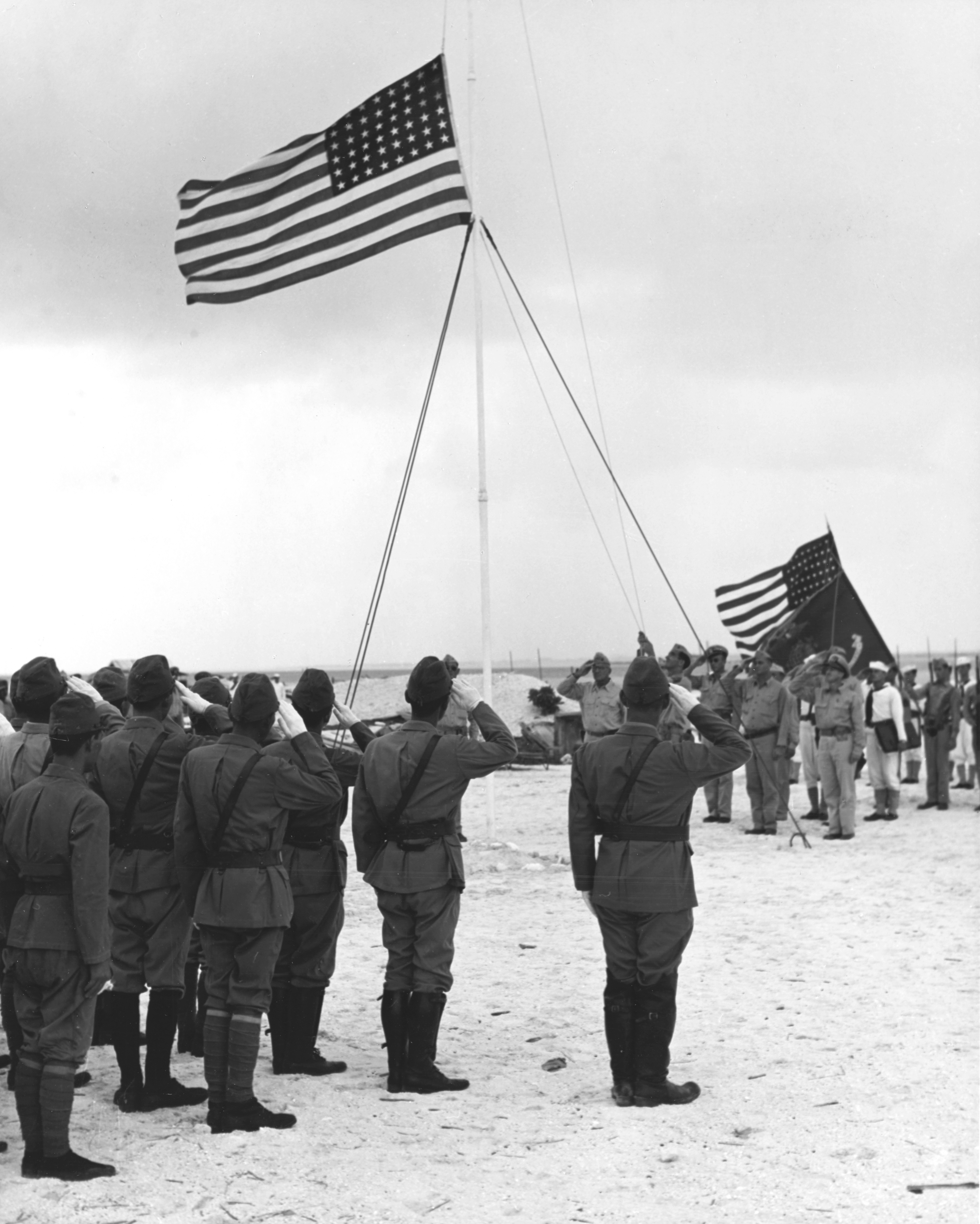
Rendició dels japonesos a les Illes Wake el 4 de setembre de 1945

Les Illes Wake (en anglès Wake Island, també conegudes com a Wake Atoll) són un territori no organitzat i no incorporat dels Estats Units a l'oceà Pacífic Nord. Tècnicament són administrades per l'Oficina d'Afers Insulars del Departament de l'Interior nord-americà, però totes les activitats actuals són controlades per la Força Aèria nord-americana. Estan incloses en les denominades illes d'Ultramar Menors dels EUA.
Formen un atol de tres illes format per un volcà subaqüàtic amb una línia de costa de 19,3 kilòmetres, a uns dos terços de camí des de Hawaii fins a les Illes Mariannes Septentrionals. La seva llacuna central és l'antic cràter i les illes són part del diàmetre.
A causa de la seva posició relativa a la línia internacional de canvi de data, estan un dia avançades dels 50 estats dels Estats Units.

Bandera de l'illa Wake

Van ser descobertes, el 1567, per Álvaro Mendaña que les va anomenar San Francisco.
El 8 de desembre de 1941, 5 hores després de l'atac a Pearl Harbor, el qual provocà l'entrada dels Estats Units a la Segona Guerra Mundial, l'illa Wake fou atacada per un esquadró de bombarders japonesos iniciant-se així la batalla de l'Illa de Wake.

## Geografia
- Coordenades geogràfiques: 19° 17′ N, 166° 36′ E / 19.283°N,166.600°E
- Àrea (terra): 6,5 km²
- Línia de costa: 19,3 km
- Reivindicacions marítimes 
  - zona econòmica exclusiva: 200 nm (370,4 km)
  - mar territorial: 12 nm (22,2 km)
- Clima: tropical, amb tifons ocasionals
- Altitud: 
  - Punt més baix: Oceà Pacífic 0 m
  - Punt més alt: Localització sense nom 6 m